# 에미레이트 그룹
에미레이트 그룹(영어: The Emirates Group, 아랍어: مجموعة الإمارات)은 아랍에미리트의 기업이다. 1959년에 설립된 회사로 중동 최대의 기업으로 에미레이트 항공의 모기업에 속한다.

## 같이 보기
- 에미레이트 항공